# Jacques Hurault de Cheverny
Pour les articles homonymes, voir Hurault.
Jacques Hurault de Cheverny, né vers 1480 et mort 26 juin 1546 à Blois, est un évêque français du XVIe siècle. 

## Origine
Jacques est fils et homonyme de Jacques Hurault, seigneur de la Grange, de Cheverny, de Vibraye, de Veuil et baron d'Huriel, général des Finances, gouverneur et bailli du comté de Blois, et de Marie Garandeau. Il est l'oncle de Philippe Hurault de Cheverny, chancelier de France.

## Biographie
Jacques Hurault, protonotaire apostolique, est abbé commendataire de Saint-Laumer de Blois et de Saint-Bénigne de Dijon. Après la mort du cardinal  Juan López, le roi Louis XII tente de l'imposer comme évêque de Carcassonne contre l'élu du chapitre Pierre d'Auxillon. Confirmé par deux papes, Alexandre VI en 1501 puis Jules II en 1503, Jacques Hurault porte l'affaire devant le Parlement de Toulouse, mais il doit transiger et se retirer contre une pension de 1.500 livres. En compensation, il est élu évêque d'Autun en 1505.
Louis XII l'envoie en ambassade en 1512 auprès du seigneur de Florence. Soupçonné d'avoir eu part aux conseils de Charles, duc de Bourbon, connétable de France, il est longtemps détenu prisonnier. François Ier lui rend la liberté et le rétablit dans ses biens et dignités.